# Dendroleon obsoletus
Dendroleon obsoletus is een insect uit de familie van de mierenleeuwen (Myrmeleontidae), die tot de orde netvleugeligen (Neuroptera) behoort. 
Dendroleon obsoletus is voor het eerst wetenschappelijk beschreven door Say in 1839.